# Ucháčovec šumavský
Ucháčovec šumavský (Pseudorhizina sphaerospora) je velmi vzácná jarní vřeckovýtrusá houba. V České republice se vyskytuje výlučně na pralesních stanovištích a je zákonem chráněná jako kriticky ohrožený druh.

## Synonyma
- Gyromitra gabretae Kavina 1924
- Gyromitra sphaerospora (Peck) Sacc. 1889
- Gyromitrodes sphaerospora (Peck) Vassilkov 1942
- Helvella gabretae (Kavina) Pouzar et Svrček 1954
- Helvella sphaerospora Peck 1875 [1874]
- Helvella sphaerospora var. gabretae (Kavina) Skirg. 1957
- Helvellella sphaerospora (Peck) S. Imai 1932
- Ochromitra gabretae (Kavina) Velen. 1934
- Ochromitra sphaerospora (Peck) Velen. 1934
- Pseudorhizina sphaerospora (Peck) Pouzar 1961
- Pseudorhizina sphaerospora f. gabretae (Kavina) Pouzar 1961

české názvy
- ucháč šumavský
- ucháčovec kulatovýtrusý (původně považovaný za samostatný druh)
- ucháčovec šumavský

Kavina, který houbu jako první v Čechách nalezl, ji popsal jako nový druh a zařadil do rodu Gyromitra (1924). O deset let později poukázal Josef Velenovský na specifické postavení tohoto druhu v čeledi Helvellaceae, kam byl tehdy řazen, a vytvořil pro něj (a další druh s kulatými výtrusy popsaný v USA) rod Ochromitra. S dvouletým předstihem, roku 1932, ale tento rod popsal pod názvem Helvellella japonský mykolog Sanši Imai (a roku 1948 nezávisle na nich Vasilkov jako Gyromitroides - v tomto případě však neplatně, chybí latinská diagnóza). Jako nejstarší platně publikovaný dostal přednost rod Helvellella. Roku 1961 upozornil český mykolog Zdeněk Pouzar, že ucháčovec šumavský je totožný se severoamerickým ucháčovcem kulatovýtrusým a preferenci má tudíž starší název Helvellella sphaerospora před Helvellella gabretae. Dále vysvětlil, že správný název pro tento rod je Pseudorhizina, který použil mykolog Jačevskij již v roce 1913. Platným označením je tudíž Pseudorhizina sphaerospora, případně Pseudorhizina sphaerospora f. gabretae pro šumavskou formu.

## Vzhled

### Makroskopický
Klobouk je 40–100 milimetrů vysoký a 50–200 milimetrů široký, šedě až olivově hnědý, nepravidelně čepcovitý s hrbolkatě vrásčitým povrchem a velmi křehkou a lámavou konzistencí. Okraj je tvořený několika laloky, u třeně je volně připojený.
Třeň má růžovofialový, směrem nahoru přechází do bělavé až smetanově nažloutlé barvy.Je zbrázděn ostrými podélnými žebry, přecházejícími na spodní stranu klobouku. 

### Mikroskopický
Výtrusy jsou kulovité, tenkostěnné, hyalinní o proměnlivých rozměrech. Mezní hodnoty dosahují 7–12 μm, obvyklé rozměry jsou 8–10 μm. Uložené jsou v dlouze štíhle kyjovitých vřeckách, která měří 160–200 × (12) 14–16 (24) μm. Málo početné parafýzy tvoří 1–2 bazálních článků a jednoho kyjovitě rozšířeného koncového článku, který může tvořit i přes polovinu délky parafýzy. Dosahuje šířky (5) 6–10 (12) μm. Výtrusný prach je smetanově bílý.

## Výskyt

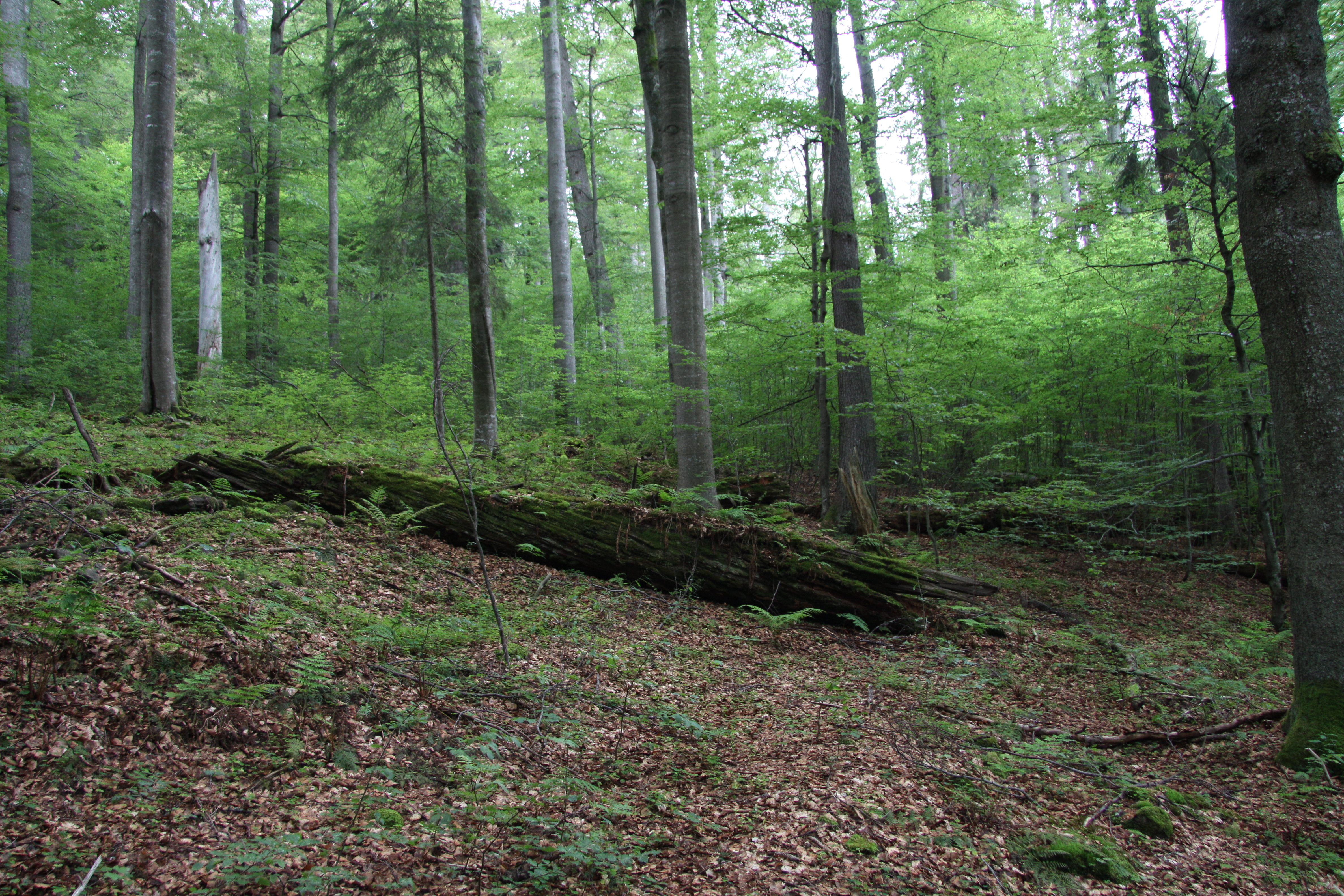
Přirozené stanoviště - pralesní prostředí s tlejícími kmeny staletých stromů

Roste velmi vzácně jednotlivě nebo v malých skupinách na výrazně zetlelých pařezech, kořenech a padlých kmenech i větvích. Na základě původních nálezů z území současné České republiky se předpokládalo, že jde o houbu vázanou na přirozené a člověkem neovlivněná stanoviště – pralesy. Pozdější nálezy pocházející z dalších evropských zemí (a to i ze synantropních stanovišť) poukazují, že druh spíš vyžaduje chladnější oblasti se stabilně nízkou teplotou a vysokou vlhkostí. Předpokládá se, že je vázaný na dřevo s vysokým a stabilním obsahem vody. Roste na padlých kmenech nebo pařezech v pokročilém stupni rozkladu. Nejčastěji jde o dřevo smrku ztepilého, jedle bělokoré a buku lesního. Z 25 nálezů doložených v českých herbářích (Národní muzeum v Praze, v Brně a Jihočeské muzeum v Českých Budějovicích) do roku 2000 pocházejí 4 sběry ze dřeva buku, 7 z jedle a 11 ze smrku (a 3 z neurčeného substrátu).

## Rozšíření

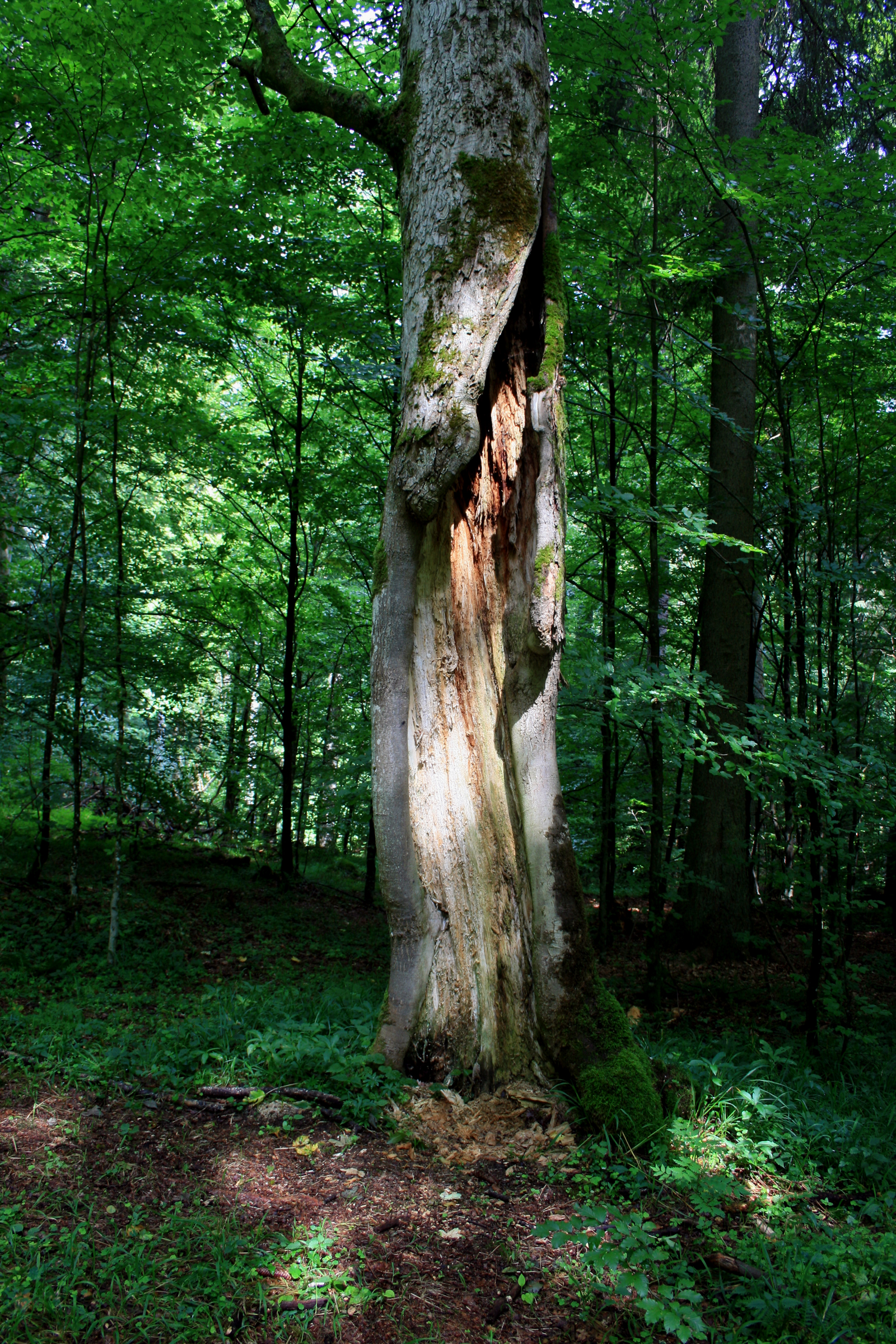
Žofínský prales, lokalita objevená v roce 2005

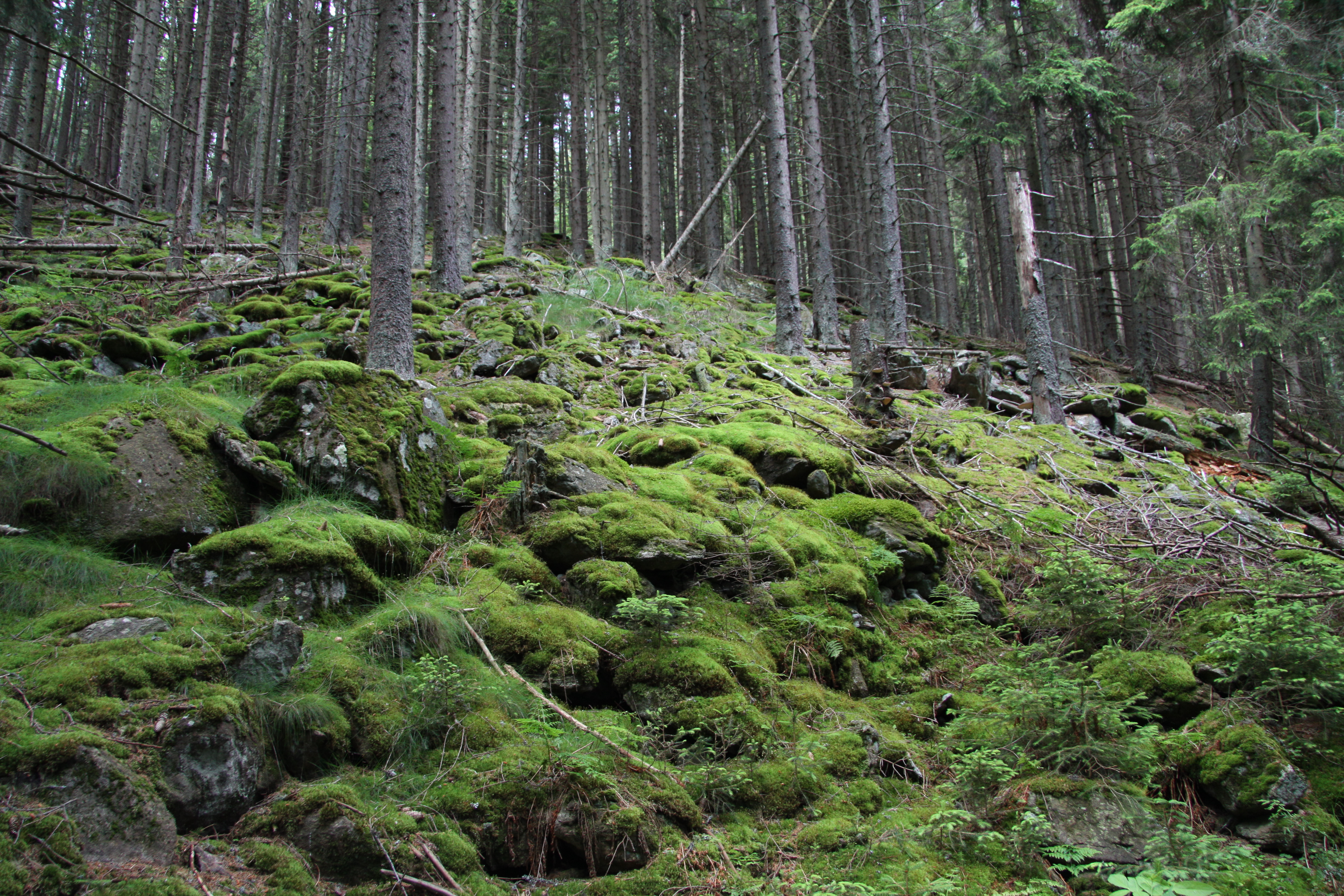
Boubínský prales, lokalita známá od roku 1924

Roste v Evropě (Česká republika, Finsko, Chorvatsko, snad Itálie, Litva, Německo, Norsko, Polsko, Švédsko, Švýcarsko), Severní Americe (USA, Kanada) a v Asii (Gruzie - Kavkaz, Japonsko, Rusko - Sibiř).
V České republice je recentně známý ze dvou lokalit, které jsou součástí chráněných území, pralesních rezervací. V Boubínském pralese byl objeven v roce 1924 českým mykologem Karlem Kavinou. Kavina roku 1926 publikoval nález A. Friče ze šumavského vrchu Plechý, což je dosud poslední, respektive jediný nález z této lokality. Třetí lokalitou pro tehdejší Československo byla Dedošova dolina v pohoří Velká Fatra, kde houbu roku 1953 na dvou místech objevila expedice Zdeňka Pouzara a Mirko Svrčka. Zároveň se jednalo o první sběry v Československu od nálezů Kaviny a Friče. Byl objeven také v Kamennej u Nového Mesta nad Váhom. Třetí známou lokalitou pro území současné České republiky je nález českého mykologa Miroslava Berana v přírodní rezervaci Žofínský prales v roce 2005.

## Záměna
S ohledem na výskyt omezený na konkrétní lokality i specifické ekologické podmínky, je záměna nepravděpodobná. Od podobných druhů ucháčů se liší přítomností růžovofialového odstínu na výrazně žebernatém třeni. Bezpečným znakem jsou kulaté výtrusy, který žádný ze uvedených podobných druhů nemá.
- ucháč obrovský (Discina gigas) – na dřevě lip, topolů, někdy i jehličnanů, roste dříve na jaře (březen až květen); okrově hnědý, mozkovitě laločnatý klobouk
- ucháč svazčitý (Discina fastigiata) – spíše na dřevě listnáčů, v nižších nadmořských výškách v teplých oblastech, hnědočervený vrásčitý klobouk
- ucháč obecný (Gyromitra esculenta) – drobnější plodnice, tmavě hnědý, mozkovitě laločnatý klobouk
- ucháč čepcovitý (Gyromitra infula) – klobouk uspořádaný do výrazných cípů, fruktifikuje později (léto až podzim)

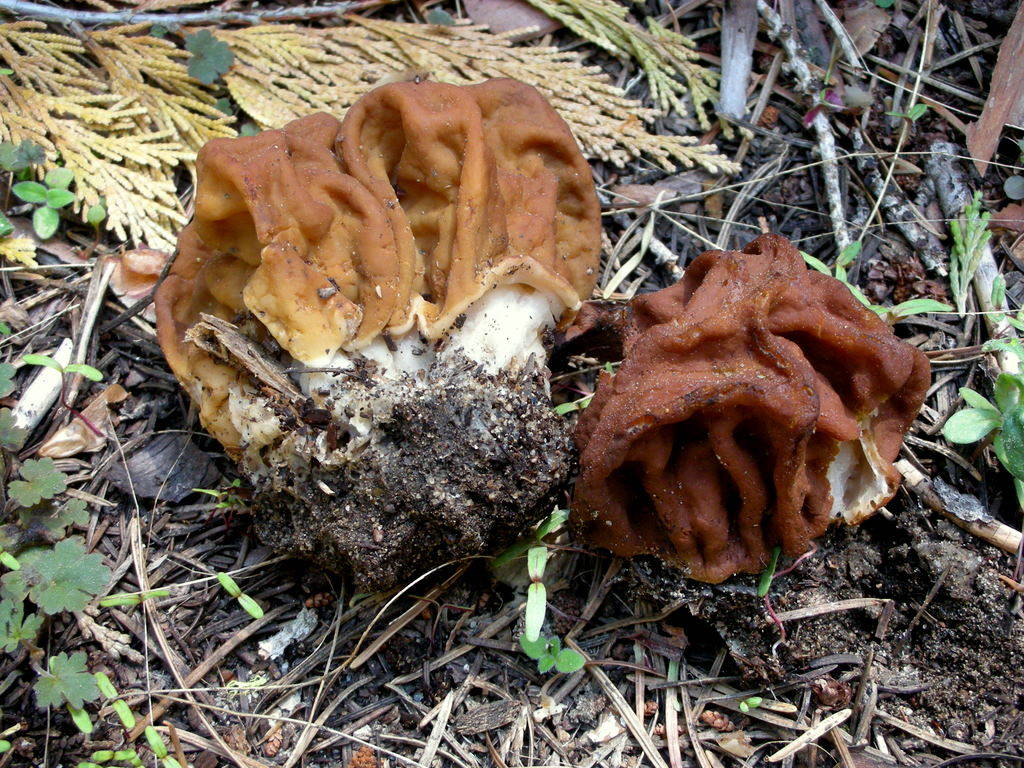
ucháč obrovský
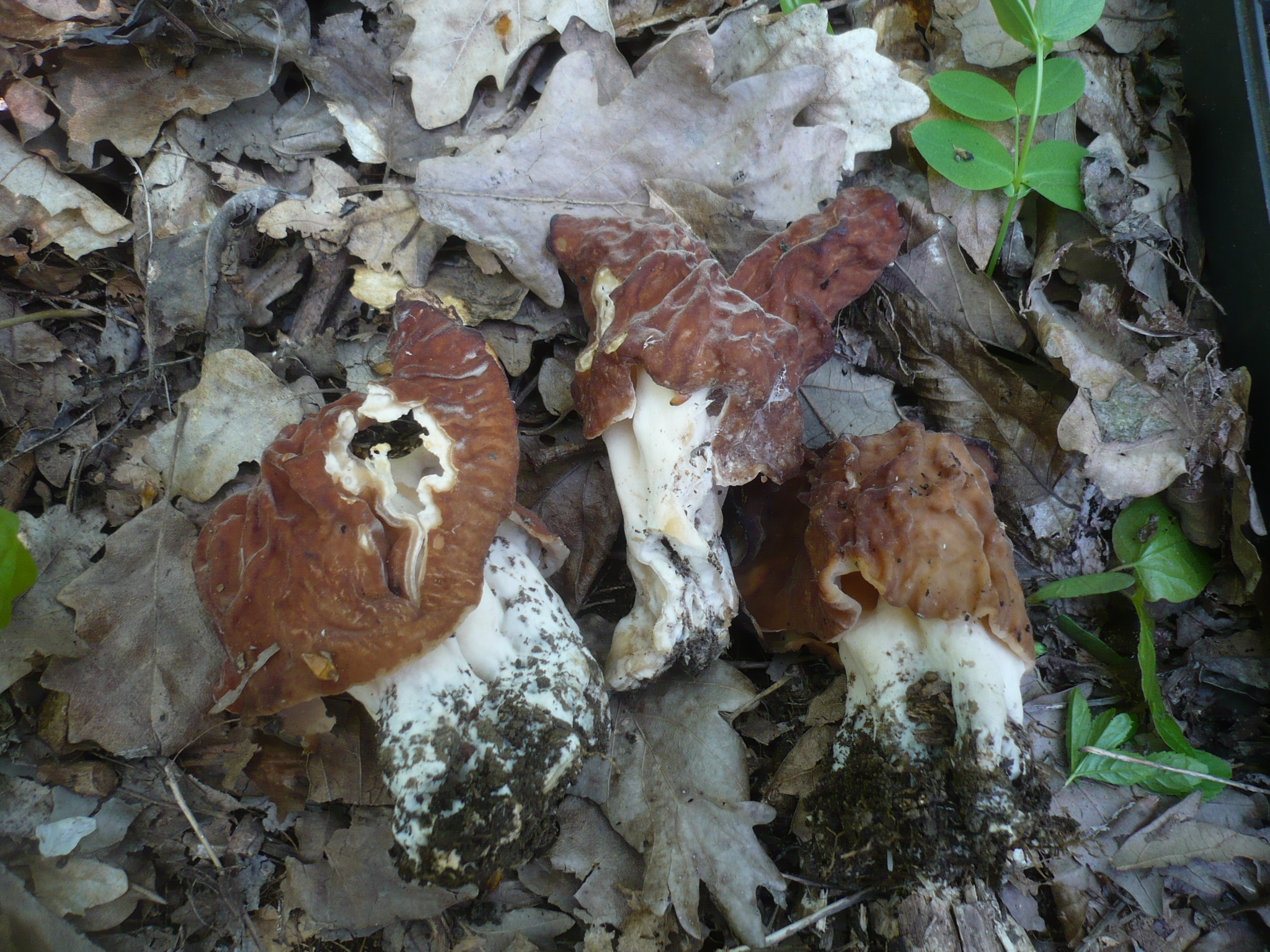
ucháč svazčitý
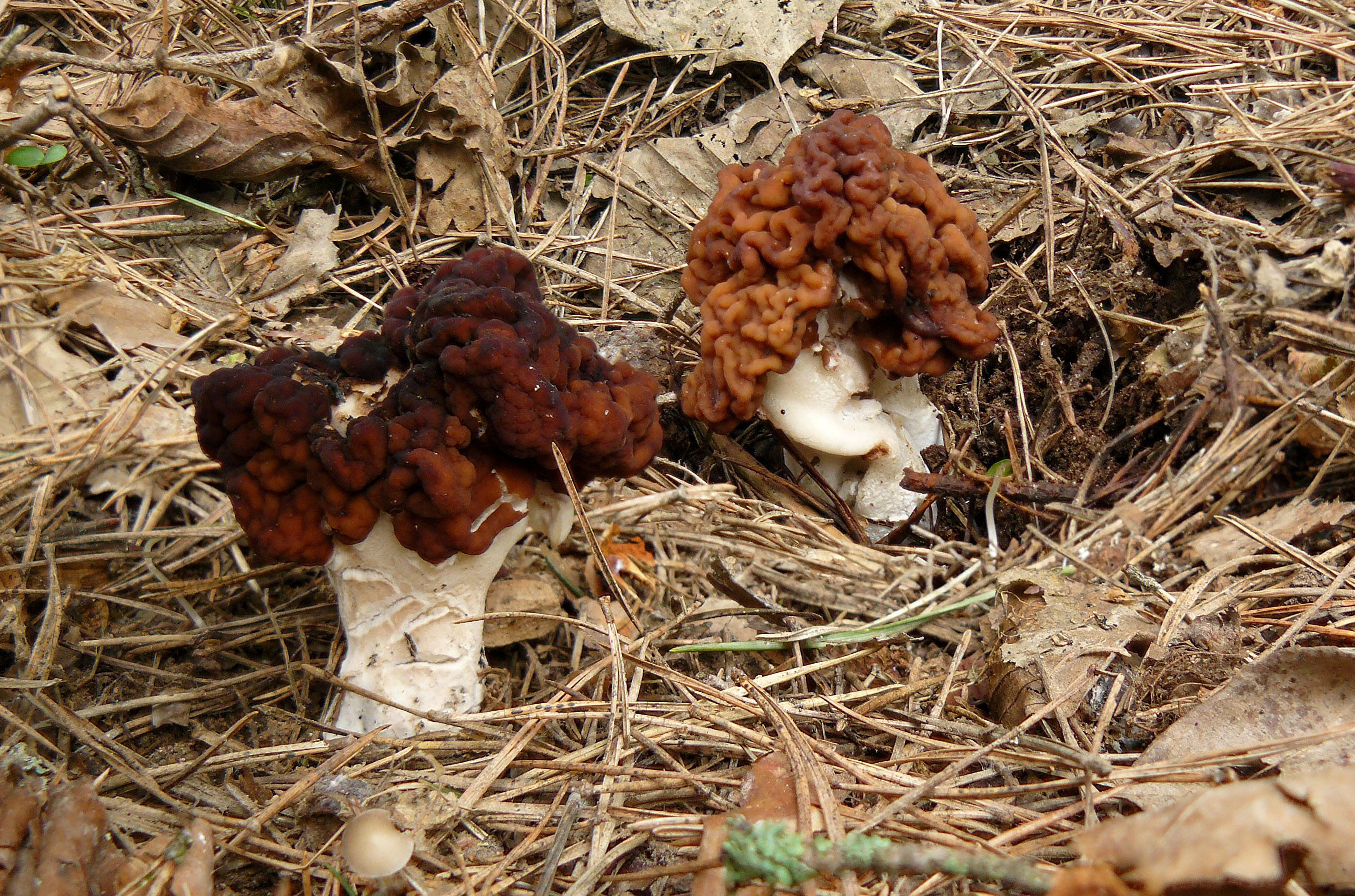
ucháč obecný
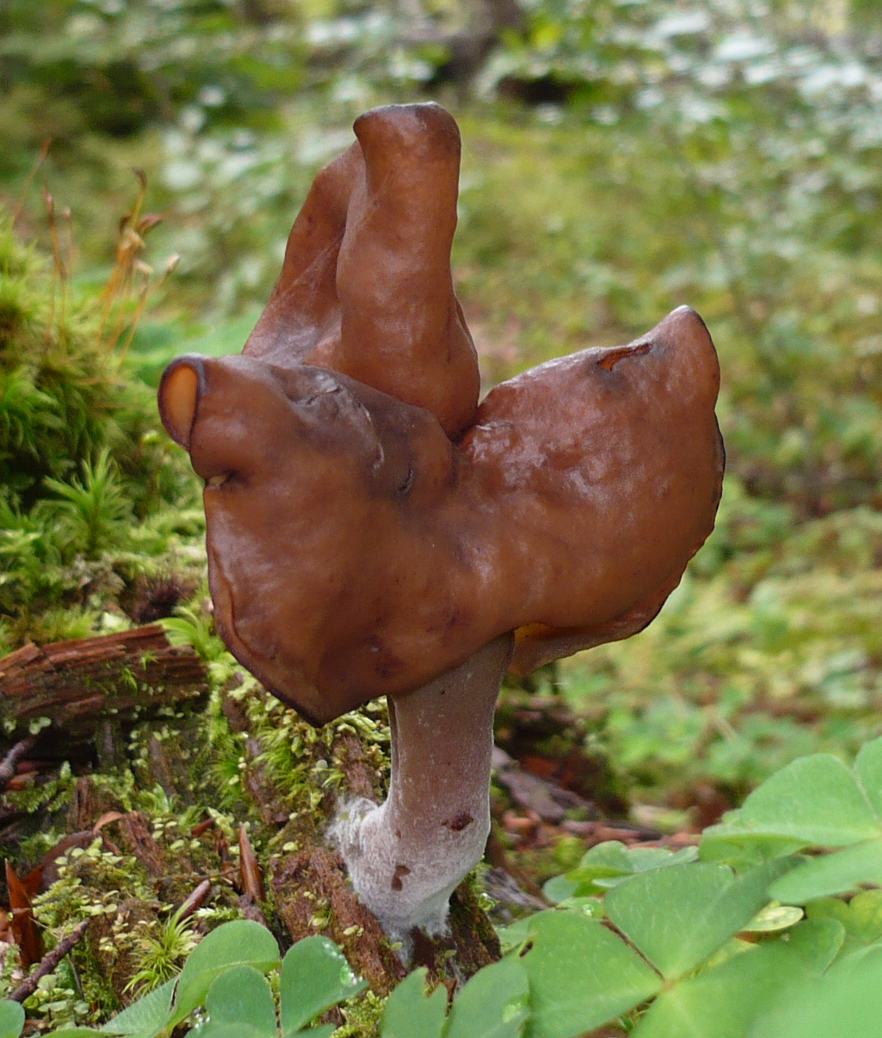
ucháč čepcovitý

## Ochrana
V roce 2007 byl ucháčovec šumavský vedený v červených seznamech sedmi evropských zemí. V České republice je zákonem chráněný jako kriticky ohrožený druh, vedený je v Červené knize jako kriticky ohrožený i v Červeném seznamu rovněž jako kriticky ohrožený druh. Je považovaný za jeden z nejvzácnějších druhů mykoflóry České republiky.